# Верхня Флорентінська долина

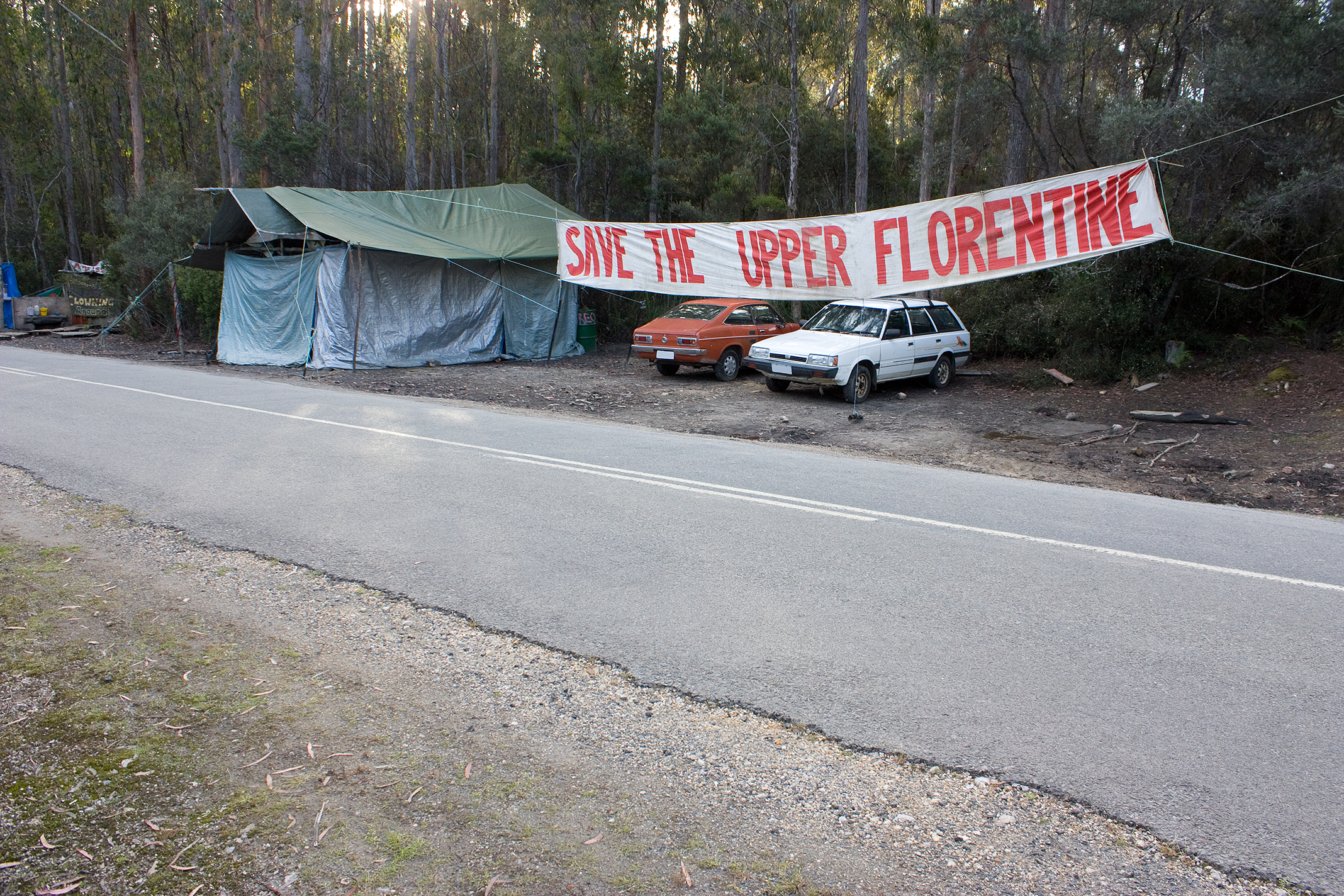
Табір протестувальників у Верхній Флорентінській долині

Верхня Флорентінська долина (англ. Upper Florentine Valley) — долина на півдні Тасманії.
Попри те, що долина знаходиться приблизно за 100 км від Гобарта, вплив людини на біоту малий. Більшість території покрито перестійним лісом, основні види — евкаліпти королівський і Ганна, а також атеросперма, Lophozonia cunninghamii, ендемік Тасманії Phyllocladus aspleniifolius, деревоподібна папороть діксонія антарктична, безліч мохів та лишайників. З фауни в районі долини мешкають такі рідкісні види як яструб тасманійський і квол тигровий.
У 2000-ні роки територія долини стала об'єктом боротьби екологів та лісопромисловців.
Південніше розташована долина річки Стікс, а на південному заході знаходиться Південно-Західний національний парк.